# Самбр
Самбр, Самбра (фр. Sambre фр.: [sɑ̃bʁ]) — річка у Франції і Бельгії, ліва притока Мааса. Довжина — 190 км, площа басейну — 2660 км². Бере початок у північно-західних відрогах Арденн, більша частина річища проходить по рівнині. Протікає через департаменти Франції Єна, Нор і провінції Бельгії Ено, Намюр. На річці розташовані міста Мобеж (Франція), Шарлеруа, Намюр (Бельгія). Впадає у Маас у місті Намюр.
Живлення переважно дощове, максимальний стік взимку й навесні. Майже на всьому протязі річка судноплавна, нижче міста Шарлеруа (Бельгія) річка судноплавна для суден водотоннажністтю до 1500 т. Каналом Самбр — Уаза з'єднана з басейном Сени.